# Евертон Антоніо Перейра
Евертон Антоніо Перейра або просто Евертон (порт.-браз. Everton Antônio Pereira, нар. 15 листопада 1979, Сан-Жозе-ду-Ріу-Прету, штат Сан-Паулу, Бразилія) — бразильський футболіст, півзахисник.

## Життєпис
З 1995 по 1999 роки захищав кольори клубу «Амеріка-СП» зі свого рідного міста. У сезоні 1999/00 років був гравцем «Атлетіко Паранаенсі». У 2001 — 2002 роках захищав кольори нижчолігового португальського клубу «Торренсе». З 2002 по 2003 роки перебував на контракті в «Корінтіансі». У 2003 році виступав за «Таубате». Пізніше перейшов до сімферопольської «Таврії». Дебютував у футболці кримського клубу 14 березня 2004 року в нічийному (0:0) виїзному поєдинку 16-го туру Вищої ліги чемпіонату України проти київського «Динамо». Евертон вийшов у стартовому складі та відіграв увесь матч. У складі «Таврії» зіграв 19 матчів у чемпіонаті (та 5 матчів у молодіжній першості), а також провів 1 поєдинок у кубку України. Згодом захищав кольори бразильських клубах «Такуарінтінгва» та «Гало Марінга». У 2006 році перейшов в клуб «Вільнюс» з Литви. У сезоні 2007/08 років виступав на правах оренди в польській «Ягеллонії», в 2008 році був чотири місяці в оренді в «Лодзі», але не провів жодного матчу. Влітку 2008 року був куплений «Ягеллонією» у «Вільнюса» за 40 тисяч євро.
У січні 2009 року отримав статус вільного агента, а потім перейшов у мальтійський клуб «Тарксьєн Рейнбоус». Дебютував за команду 22 серпня в матчі мальтійської Прем'єр Ліги проти клубу «Дінглі Свеллоуз». Дебютним голом відзначився 3 жовтня в грі проти команди «Сліма Вондерерс».